# Condition aux limites de Neumann
En mathématiques, une condition aux limites de Neumann (nommée d'après Carl Neumann) est imposée à une équation différentielle ou à une équation aux dérivées partielles lorsque l'on spécifie les valeurs des dérivées que la solution doit vérifier sur les frontières/limites du domaine.
- Pour une équation différentielle, par exemple :

{\displaystyle y''+y=0~}
la condition aux limites de Neumann sur l'intervalle {\displaystyle [a,\,b]} s'exprime par :
{\displaystyle y'(a)=\alpha \ {\text{et}}\ y'(b)=\beta }
où {\displaystyle \alpha } et {\displaystyle \beta } sont deux nombres donnés.
- Pour une équation aux dérivées partielles, par exemple :

{\displaystyle \Delta y+y=0~}
où {\displaystyle \Delta ~} est le Laplacien (opérateur différentiel), la condition aux limites de Neumann sur un domaine {\displaystyle \Omega \subset R^{n}} s'exprime par :
{\displaystyle {\frac {\partial y}{\partial {\overrightarrow {n}}}}(x)=f(x)\quad \forall x\in \partial \Omega }
où {\displaystyle f} est une fonction scalaire connue définie sur la limite {\displaystyle \partial \Omega } et {\displaystyle {\overrightarrow {n}}} est le vecteur normal à la frontière {\displaystyle \partial \Omega }. La dérivée normale dans le membre de gauche de l'équation, est définie par :
{\displaystyle {\frac {\partial y}{\partial {\overrightarrow {n}}}}(x)={\overrightarrow {\mathrm {grad} }}~y(x)\cdot {\overrightarrow {n}}(x)}
D'autres conditions sont possibles, telles la condition aux limites de Dirichlet et la condition aux limites de Robin, qui est une combinaison des conditions de Dirichlet et de Neumann.